# Open Dynamics Engine

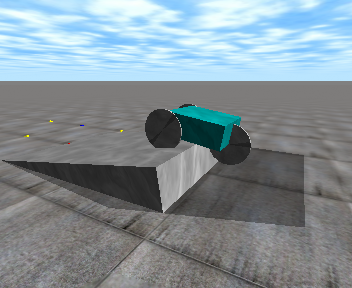
Ein einfaches Fahrzeug fährt über eine Rampe.

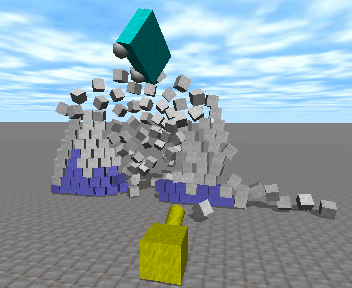
Eine Kollision mehrerer Objekte.

Die Open Dynamics Engine (ODE) ist eine freie C/C++-Bibliothek, die für das Simulieren der Körperdynamik in der virtuellen Realität eingesetzt wird.
Die Physik-Engine gilt als schnell, leistungsstark, robust und flexibel und hat eine integrierte Kollisionsabfrage. Sie wird von Russell Smith und einigen Unternehmen (weiter-)entwickelt. Dank der BSD-Lizenz (optional auch unter LGPL verfügbar) wird sie von vielen Spielen und kommerziellen Closed-Source-Programmen verwendet. Beispiele für kommerzielle Programme sind 18 Wheels of Steel: Voll aufs Gas, BloodRayne 2, Call of Juarez (Ubisoft), OMSI – Der Omnibussimulator, S.T.A.L.K.E.R.: Shadow of Chernobyl, Titan Quest und World of Goo.